# Neoserica sharpi
Neoserica sharpi är en skalbaggsart som beskrevs av Brenske 1898. Neoserica sharpi ingår i släktet Neoserica och familjen Melolonthidae. Inga underarter finns listade i Catalogue of Life.